# Lothar Witt
Lothar Witt (* 26. August 1935 in Berlin-Rummelsburg) ist ein ehemaliger Funktionär der DDR-Jugendorganisation Freien Deutschen Jugend (FDJ) sowie der SED und war Abgeordneter der Volkskammer der DDR.

## Leben
Witt wurde 1935 als Kind einer Arbeiterfamilie im Berliner Stadtteil Rummelsburg geboren. Er besuchte die Grund- und Oberschule und wurde 1950 Mitglied der DDR-Jugendorganisation FDJ. Nach dem Ende seiner Schulzeit absolvierte Witt von 1951 bis 1954 zunächst ein Studium zum Unterstufenlehrer am Institut für Lehrerbildung Berlin, bei dem er in der Folgezeit bis 1958 als hauptamtlicher FDJ-Sekretär auch angestellt blieb. Diese Funktion in einer wichtigen Berliner Ausbildungseinrichtung führte dazu, dass Witt ab 1957 bereits Mitglied der FDJ-Bezirksleitung Berlin war, die zu der Zeit von Hans Modrow geleitet wurde. Während des Studiums trat Witt 1955 20-jährig in die SED ein. 1958 wurde er zum 2. Sekretär der FDJ-Kreisleitung Berlin-Köpenick gewählt und war damit weiterhin hauptamtlich bei der Jugendorganisation angestellt. 1960/61 absolvierte Witt ein einjähriges Studium an der Komsomol-Hochschule in Moskau, um anschließend die Funktion des 1. Sekretärs der FDJ-Kreisleitung Berlin-Köpenick zu übernehmen. Mit dieser Funktionsübernahme wurde Witt auch Kandidat der SED-Bezirksleitung Berlin. In der Funktion des Köpenicker FDJ-Vorsitzenden blieb er bis 1963 um dann in die FDJ-Bezirksleitung Berlin zu wechseln, wo er als studierter Unterstufenlehrer für die Schulen zuständig war. Im Mai 1965 löste Witt den damaligen 1. Sekretär der FDJ-Bezirksleitung Siegfried Lorenz in seiner Funktion ab. Als Vorsitzender einer FDJ-Bezirksleitung wurde Witt 1966 als Mitglied in das Büro des FDJ-Zentralrates kooptiert. Auf dem VIII. Parlament der FDJ im Mai 1967 wurde Witt auch förmlich als Mitglied in das Büro des Zentralrates der FDJ gewählt und zugleich Mitglied des Sekretariates der SED-Bezirksleitung Berlin. Funktionsbedingt entsandte ihn die Jugendorganisation auch in der 5. Wahlperiode von 1967 bis 1971 als Mitglied der FDJ-Fraktion in die Volkskammer, das Parlament der DDR.
All diese Funktionen hatte Witt bis 1971 inne. Danach delegierte die SED den mittlerweile 35-jährigen zu einem vierjährigen Studium an die Parteihochschule der KPdSU nach Moskau, welches er als Diplom-Gesellschaftswissenschaftler abschloss. 1975 zurückgekehrt, wurde Witt mit dem Posten des 1. Sekretärs der SED-Kreisleitung Berlin-Mitte betraut, dem damals politisch bedeutsamsten Ost-Berliner Stadtbezirk. Durch die vielen, auch weltweit bekannten Sehenswürdigkeiten, DDR-Ministerien und anderen bekannten öffentlichen Einrichtungen wie der Humboldt-Universität zu Berlin (HUB), die sich in Berlin-Mitte befanden, war Witt einer der wenigen Vorsitzenden einer Berliner SED-Kreisleitung, die direkt dem Sekretariat der SED-Bezirksleitung Berlin angehörten. Mitte Januar 1981 wurde Witt von Günter Kaiser als SED-Vorsitzender in Berlin-Mitte abgelöst. Am 24. Januar 1981 wurde Witt auf der Kreisdelegiertenkonferenz des Stadtbezirkes Berlin-Köpenick zum neuen 1. Sekretär der SED-Kreisleitung gewählt, er löste den vormaligen 1. Sekretär Otto Seidel ab. Witt kehrte damit an alte Wirkungsstätten zurück, war er doch 20 Jahre zuvor 1. Sekretär der FDJ-Kreisleitung Köpenick geworden. Witt übernahm damit eine Funktion in einem der traditionsreichsten Berliner Arbeiterbezirke mit bedeutenden Großbetrieben wie dem Kabelwerk Oberspree (KWO) oder dem Funkwerk Köpenick, aber auch bekannten Sehenswürdigkeiten wie dem damals erst neu eröffneten Pionierpalast in der Berliner Wuhlheide, dem Müggelsee sowie dem Fußballclub 1. FC Union Berlin. Damit war aus parteipolitischer Sicht Witts Funktion von enormer Bedeutung, was auch darin zum Ausdruck kam, dass Witt auf dem X. Parteitag der SED im April 1981 als Kandidat in das ZK der SED gewählt wurde. Diese Funktion wurde auf dem XI. Parteitag im April 1986 bestätigt. Witt gehörte damit zu einem sehr kleinen Kreis von Vorsitzenden einer SED-Kreisleitung, die in das ZK gewählt wurden.
Am 27. November 1989 wurde Witt im Rahmen der politischen Wende in der DDR als Sekretär der SED-Bezirksleitung Köpenick abberufen. Über seinen weiteren Lebensweg ist nichts bekannt.

## Auszeichnungen
- 1979 Vaterländischer Verdienstorden in Silber[4]
- 1985 Banner der Arbeit Stufe II[5]